# کوتا سوزوکی
کوتا سوزوکی (ژاپنی: 鈴木 厚太؛ زادهٔ ۲ مهٔ ۱۹۹۷) یک بازیکن فوتبال اهل ژاپن است.
از باشگاه‌هایی که در آن بازی کرده‌است می‌توان به باشگاه فوتبال آزول کلارو نومازو اشاره کرد.